# Dârlos
Dârlos là một xã thuộc hạt Sibiu, România. Dân số thời điểm năm 2002 là 3281 người.